# Кімберлі Гілфойл
Кімберлі Енн Гілфойл (англ. Kimberly Ann Guilfoyle, [ˈɡɪlfɔɪl]; нар. 9 березня 1969, Сан-Франциско, Каліфорнія, США) — американська телеведуча та колишній прокурор у Сан-Франциско та Лос-Анджелесі. Працювала радником і керувала відділом збору коштів під час президентської кампанії Дональда Трампа 2020 року.
Закінчила Університет Каліфорнії в Девісі та Школу права Університету Сан-Франциско, де здобула ступінь доктора права. Була помічником окружного прокурора у Сан-Франциско у 2000—2004 роках. У 2001—2006 роках була одружена з політиком-демократом Ґевіном Ньюсомом і була першою леді Сан-Франциско протягом перших двох років, перебування тодішнього чоловіка на посаді мера. Перебуває у стосунках з Дональдом Трампом-молодшим.
У 2006—2018 роках працювала у Fox News і була співведучою токшоу «The Five». Пізніше приєдналася до America First Policies, щоб проводити кампанію за республіканців на проміжних виборах 2018 року.

## Молодість й освіта
Народилася в Сан-Франциско 9 березня 1969 року. Її мама була пуерториканкою, а батько народився в Ірландії та іммігрував до США у 20 років. Виховувалась католичкою. Виросла в районі Мішн Сан-Франциско та у Вестлейку, Дейлі-Сіті.
Мама Гілфойл, Мерседес, викладала спеціальну освіту. Померла від лейкемії, коли Гілфойл було 11 років. Батько, Ентоні «Тоні» Гілфойл, народився в Еннісі, графство Клер, Ірландія, і 1957 року іммігрував до США. 1958 року, ще маючи громадянство Ірландії, призваний до лав армії США, де провів чотири роки. Потім долучився до будівельної сфери. Пізніше став інвестором у нерухомість. До своєї смерті 2008 року був близьким радником свого зятя, тодішнього мера Сан-Франциско Ґевіна Ньюсома.
Гілфойл закінчила середню школу у Сан-Франциско і вступила до Університету Каліфорнії у Девісі. 1994 року здобула ступінь доктора права у Школі права Університету Сан-Франциско. Під час навчання на юридичному факультеті стажувалась в офісі окружного прокурора Сан-Франциско. Вона також працювала моделлю спідньої білизни та фотомоделлю, знявшись у рекламних кампаніях місцевих універмагів (зокрема для Macy's) і знялася у спідній білизні Victoria's Secret для весільного журналу. Пізніше навчалася в Триніті-коледжі Дубліна в Ірландії. Під час навчання опублікувала дослідження в галузі міжнародних прав дитини та права Європейського економічного товариства.

## Кар'єра

### Юридична кар'єра
Після закінчення юридичної школи викладала у державному освітньому окрузі і недовго працювала прокурором у Сан-Франциско. 1996 року втратила роботу через звільнення новим окружним прокурором Теренсом Галлінаном 14 прокурорів міста. Гілфойл чотири роки працювала у Лос-Анджелесі заступником окружного прокурора, займаючись справами дорослих і неповнолітніх. У той період отримала кілька нагород, зокрема «Прокурор місяця».
2000 року повернулася в офіс окружного прокурора Сан-Франциско, де працювала помічником окружного прокурора до 2004 року. У 2002 році була залучена до справи «Люди проти Ноеля та Ноллера» про роздертя собаками жінки, що привернуло увагу світу.
2003 року, коли її тодішній чоловік Ґевін Ньюсом був основним кандидатом на виборах мера Сан-Франциско 2003 року, Гілфойл публічно звинуватила свою колегу Камалу Гарріс (яка балотувалася на виборах окружного прокурора 2003 року) у тому, що вона кілька років тому не бажала знову прийняти Гілфойл на роботу в офіс окружного прокурора Сан-Франциско. Гарріс все спростувала. Гілфойл позитивно відгукнулася щодо кваліфікації Гарріс, описавши її як людину, яка «дуже наполегливо працюватиме» на посаді окружного прокурора, та «дуже розумну», а також «хороший оратор».

### ЗМІ та політика

#### Рання політична діяльність
1995 року працював над кампанією з переобрання окружного прокурора Арло Сміта. Приблизно у той час також регулярно брала участь у політичних зборах коштів, організованих нафтовим мільярдером Гордоном Гетті, з сином якого Вільямом вона зустрічалася. (Публічно невідомо, яка хронологія стосунків Гілфойл з Біллі Гетті).

#### Телебачення

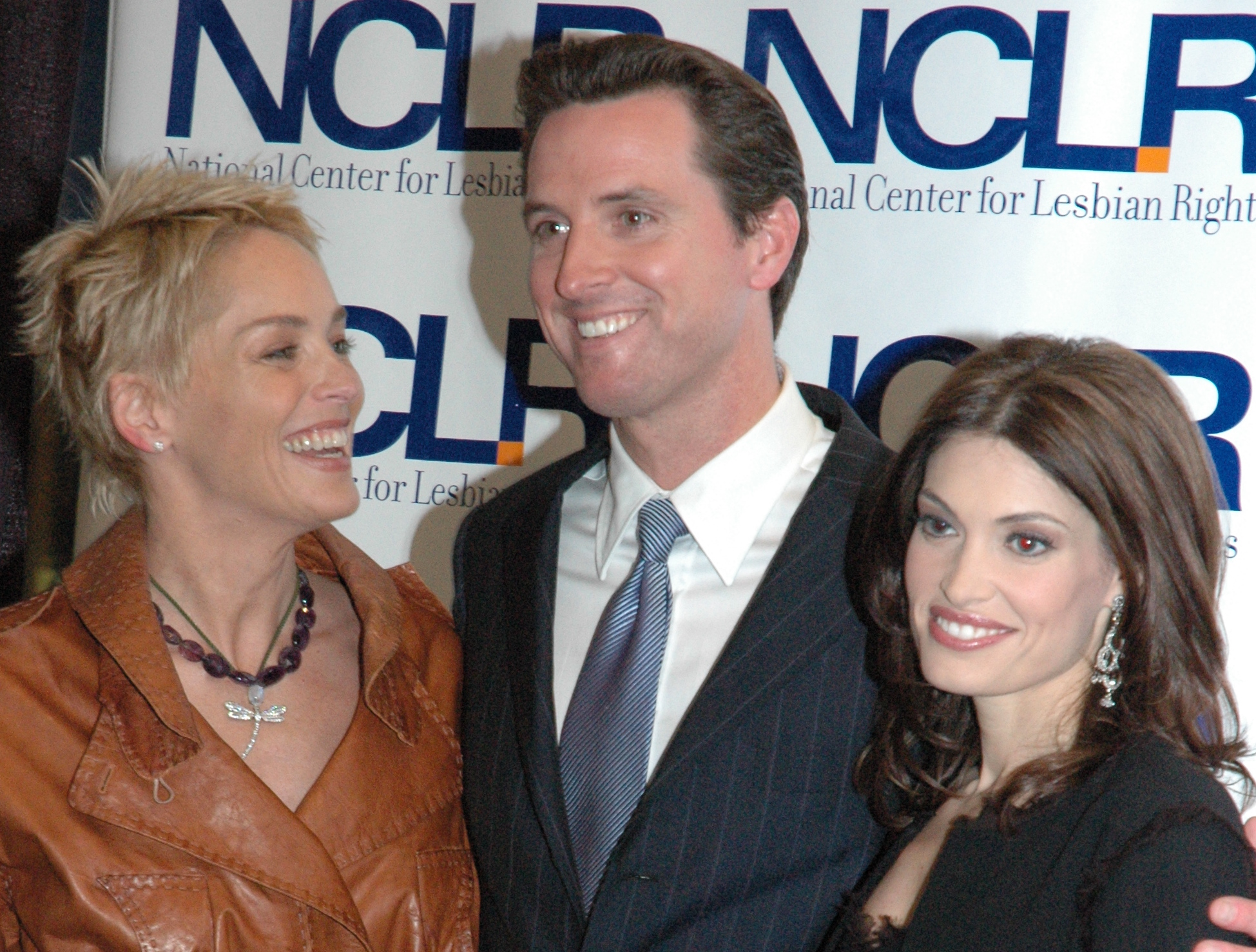
Гілфойл (праворуч) та її тодішній чоловік Ґевін Ньюсом разом з акторкою Шерон Стоун на заході Національного центру прав лесбійок, 2004 рік

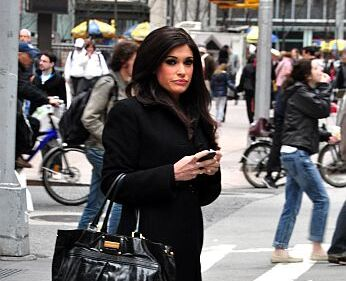
Гілфойл, 2011 рік

У січні 2004 року переїхала до Нью-Йорка, щоб вести програму «Обидві сторони» на Court TV. Крім того, працювала юридичним аналітиком на «Андерсон Купер 360°». У лютому 2006 року приєдналася до Fox News як ведуча вихідного шоу «The Lineup», яке згодом скасували, але вона не залишила телеканал. 2011 року стала співведучою токшоу «The Five», яке вела до 2018 року.
2014 року стала ведучою, а потім співведучою денного шоу «Outnumbered» майже п'ятдесяти епізодів, а також кілька разів з'явилася у червні 2018 року. Щотижня з'являвся у сегменті шоу «The O'Reilly Factor», до його скасування 2017 року. Була щотижневою гостею у радіошоу Браяна Кілміда «Кілмід і друзі», а також вела як гостя «Hannity», «On the Record», «Justice with Judge Jeanine» і «Fox&Friends».
У середині 2017 року Гілфойл підписала довгостроковий контракт з Fox. У липні 2018 року раптово залишила Fox News і почала працювати на кампанію Дональда Трампа. «HuffPost» повідомила, що мережа протягом року розслідувала звинувачення у сексуальних домаганнях Гілфойл. Представники мережі поставили їй ультиматум: звільнитися до кінця липня або її звільнять. «Нью-Йоркер» підтвердив повідомлення про те, що звільнення Гілфойл було не за її власним бажанням.
Компанія Fox News погодилася на досудове врегулювання з помічником, який звинувачував Гілфойл в сексуальних домаганнях. «Нью-Йоркер» повідомляв, що вартість угоди склала щонайменше 4 мільйони доларів. Помічник стверджував, що Гілфойл часто показувала себе оголеною, демонструвала фотографії генеталій чоловіків, з якими вона займалася сексом, і вимагала, щоб вони ночували в її квартирі. «Нью-Йоркер» самостійно перевірив кілька звинувачень.

#### Письменницька кар'єра
2015 року у HarperCollins вийшла її напівавтобіографічна книга порад «Making the Case: How to Be Your Own Best Advocate», про її досвід дорослішання, роботу прокурором і заохочення людей відстоювати власні інтереси.
У квітні 2024 року оголосила про майбутню публікацію книжки для дітей «Принцеса та її цуценя» її авторства. Десять відсотків прибутку від продажів планується перерахувати на користь неприбуткової організації, яка займається захистом тварин.

#### Адміністрація Трампа та кампанія Трампа 2020 року
У грудні 2016 року повідомлялося, що Гілфойл розглядають на посаду прессекретаря 45-го президента США Дональда Трампа. Шон Спайсер вважався фаворитом на цю посаду і зрештою був обраний. 12 травня 2017 року у випуску «The Five» співведучий Боб Бекель натякнув, що Гілфойл відмовилася від роботи. В інтерв'ю 15 травня 2017 року Гілфойл підтвердила, що спілкувалася з Білим домом щодо посади після відставки Спайсера. 19 травня сказала, що через контракт з Fox відмовила Білому дому. За місяць продовжила контракт з Fox.
2018 році «Вашингтон пост» описала Гілфойл як «консервативного вболівальника президента Трампа». 2019 році разом з Дональдом Трампом-молодшим відвідала кампуси на запрошення таких закладів, як Університет Флориди, де їм заплатили 50 000 доларів за виступ зі студентських виплат, що призвело до скарг з боку студентів, налаштованих проти Трампа. Під час події затримали двох осіб, п'ятеро отримали поранення. Двома роками раніше білий націоналіст Річард Б. Спенсер виступив перед ними як запрошений спікер, що викликало подібні суперечки.
2020 року очолила фінансовий комітет Трампа. Відомо, що 2020 року кампанія Трампа таємно платила Гілфойл 15 000 доларів на місяць через приватну компанію керівника кампанії Parscale Strategy. Під час кампанії Трампа 2020 року Гілфойл керувала відділом зі збору коштів, який платив світській левиці Сомерсу Фаркасу за її участь. Цей відділ під керівництвом Гілфойл пережив внутрішню кризу через звільнення досвідченого персоналу та безвідповідальне витрачання коштів. У листопаді 2020 року в звіті «Politico» стверджувалося, що Гілфойл вела розмови сексуального характеру під час приватних зборів коштів для Трампа, що викликало дискомфорт у деяких учасників. «Politico» повідомляло, що інсайдери кампанії стверджували, що це було частиною серйозних проблем з кадрами відділу збору коштів, що, ймовірно, зашкодило можливостям кампанії Трампа не відставати від збору коштів кампанії Байдена.
На національному з'їзді Республіканської партії у серпні 2020 року виступила з промовою на підтримку Трампа, яку деякі оглядачі описали як надмірно гучну або безглузду. Інші ЗМІ описали як пристрасну. Її критикували за те, що вона називала себе американкою в першому поколінні, хоча її мама була з Пуерто-Рико і, таким чином, була громадянкою США. Вона — американка в першому поколінні по лінії батька, оскільки він іммігрував до США з Ірландії.

6 січня 2021 року Гілфойл приєднався до Трампа, Трампа-молодшого, Руді Джуліані, Еріка Трампа й інших у Вашингтоні під час виступу «Марші врятуй Америку». Це призвело до штурму на Капітолія. Зібравши мільйони доларів на підтримку мітингу, Гілфойл брала участь в організації протесту біля Капітолія. За її 2,5-хвилинну промову їй заплатили 60 000 доларів. Вона сказала шанувальникам Трампа: «Майте сміливість чинити правильно! Боріться!».

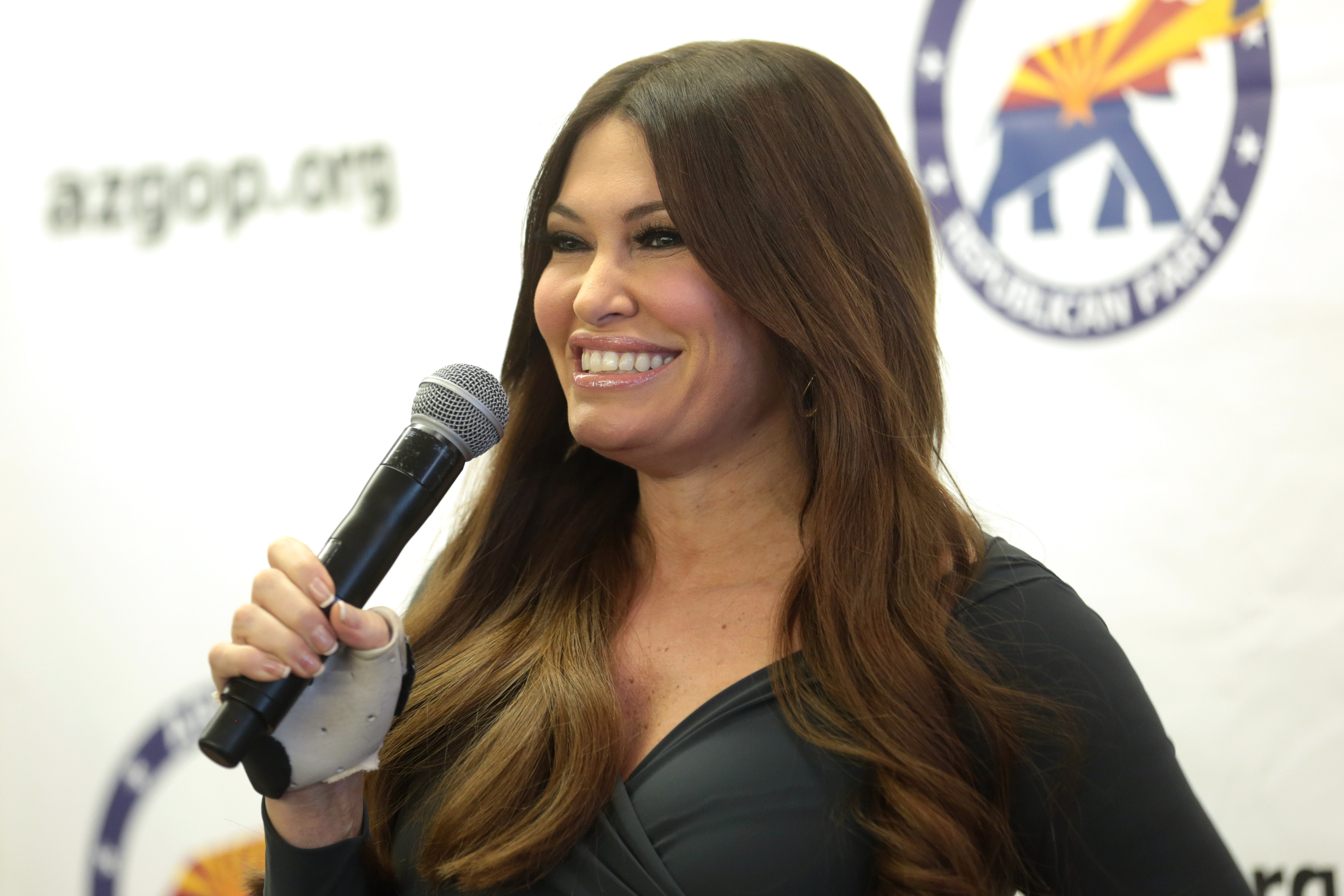
Гілфойл виступає на передвиборчому мітингу в Сан-Сіті, штат Аризона, листопад 2018 року
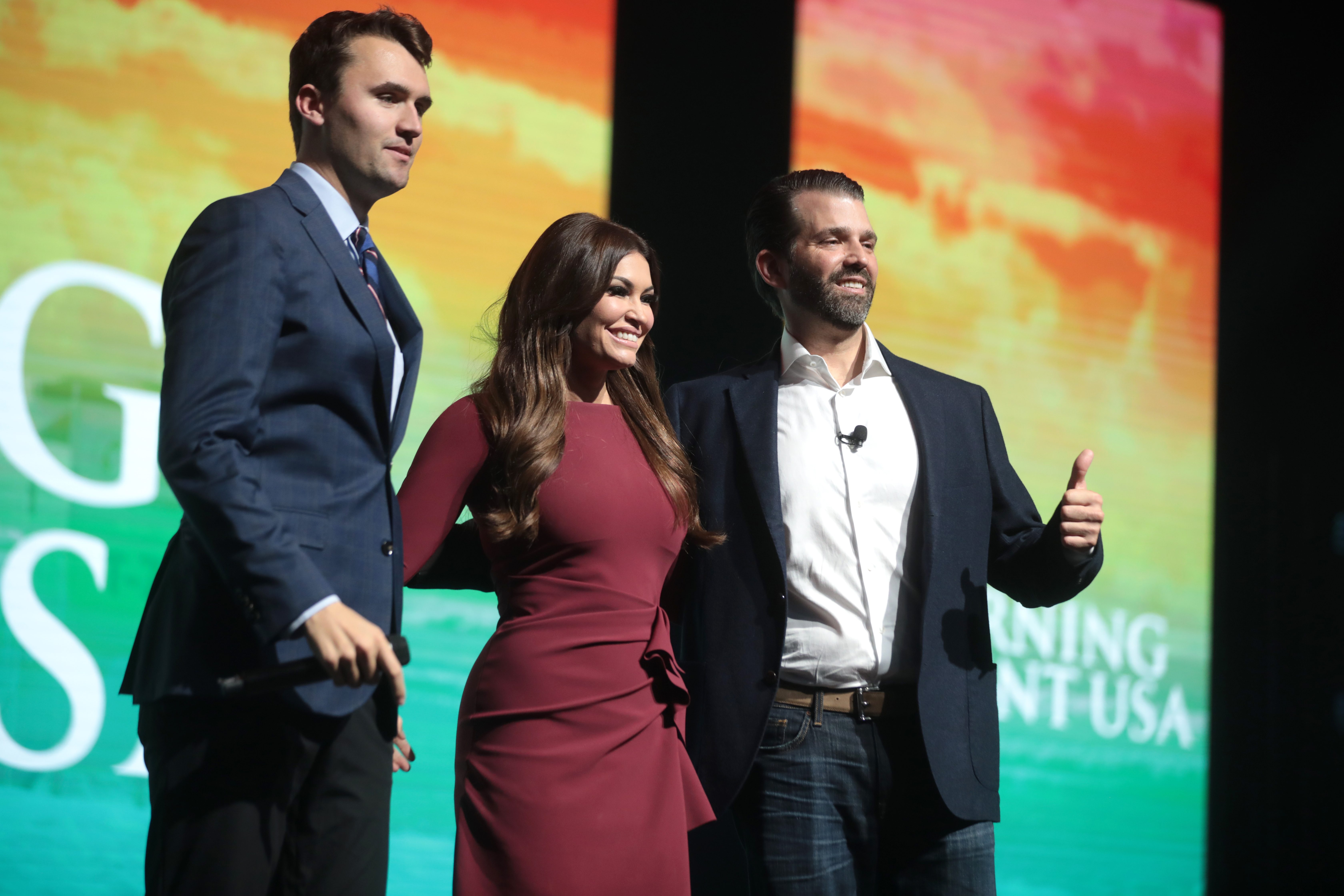
Гілфойл з Чарлі Кірком (ліворуч) і Дональдом Трампом-молодшим (праворуч), 2019 рік

#### Кампанія Трампа 2024 року

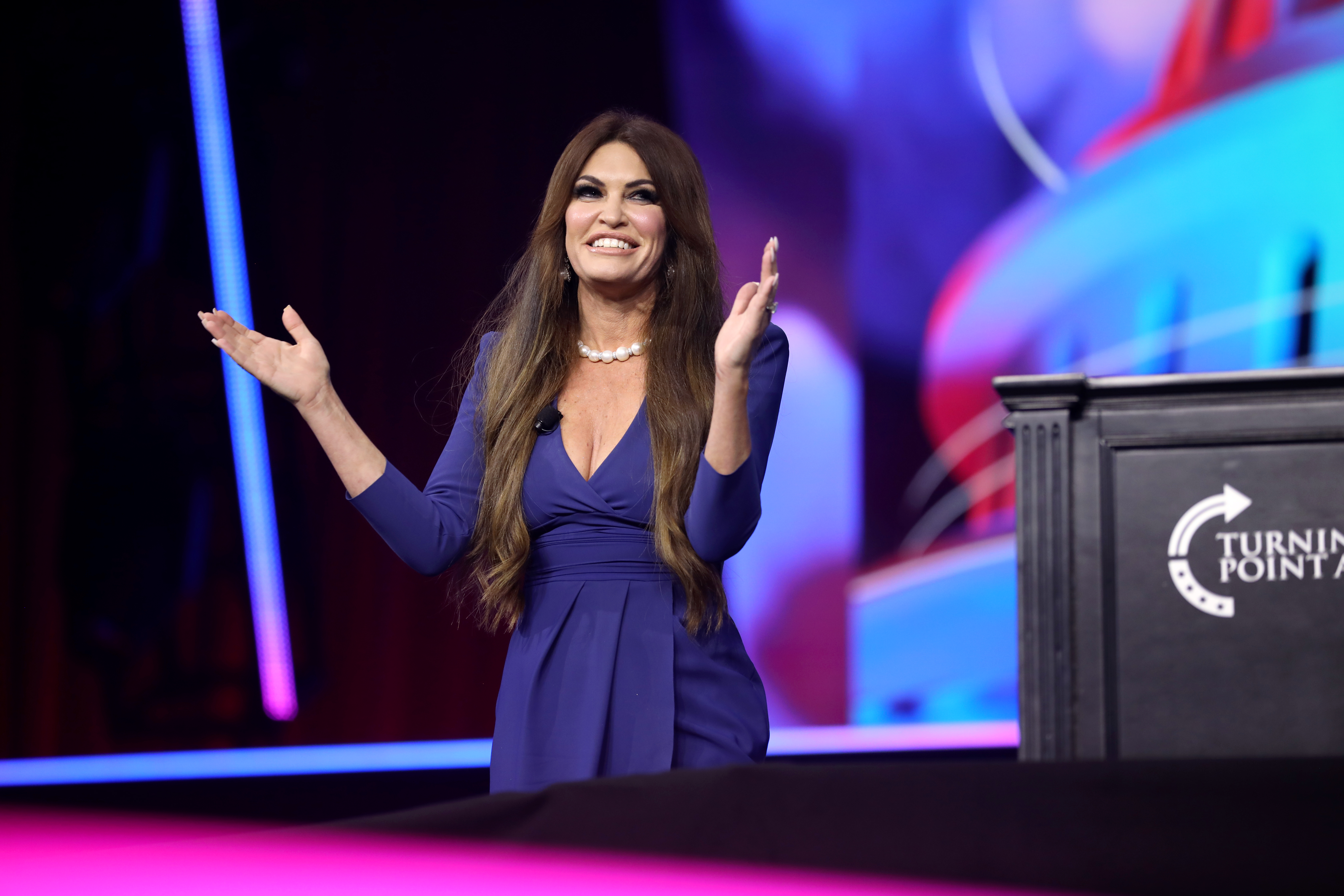
Гілфойл на заході у червні 2024 року

Працював у комітеті платформи Республіканського національного з'їзду 2024 року. Виступила з промовою на конгресі, частина глядачів сприйнятливо відреагувала на її виступ.

## Особисте життя

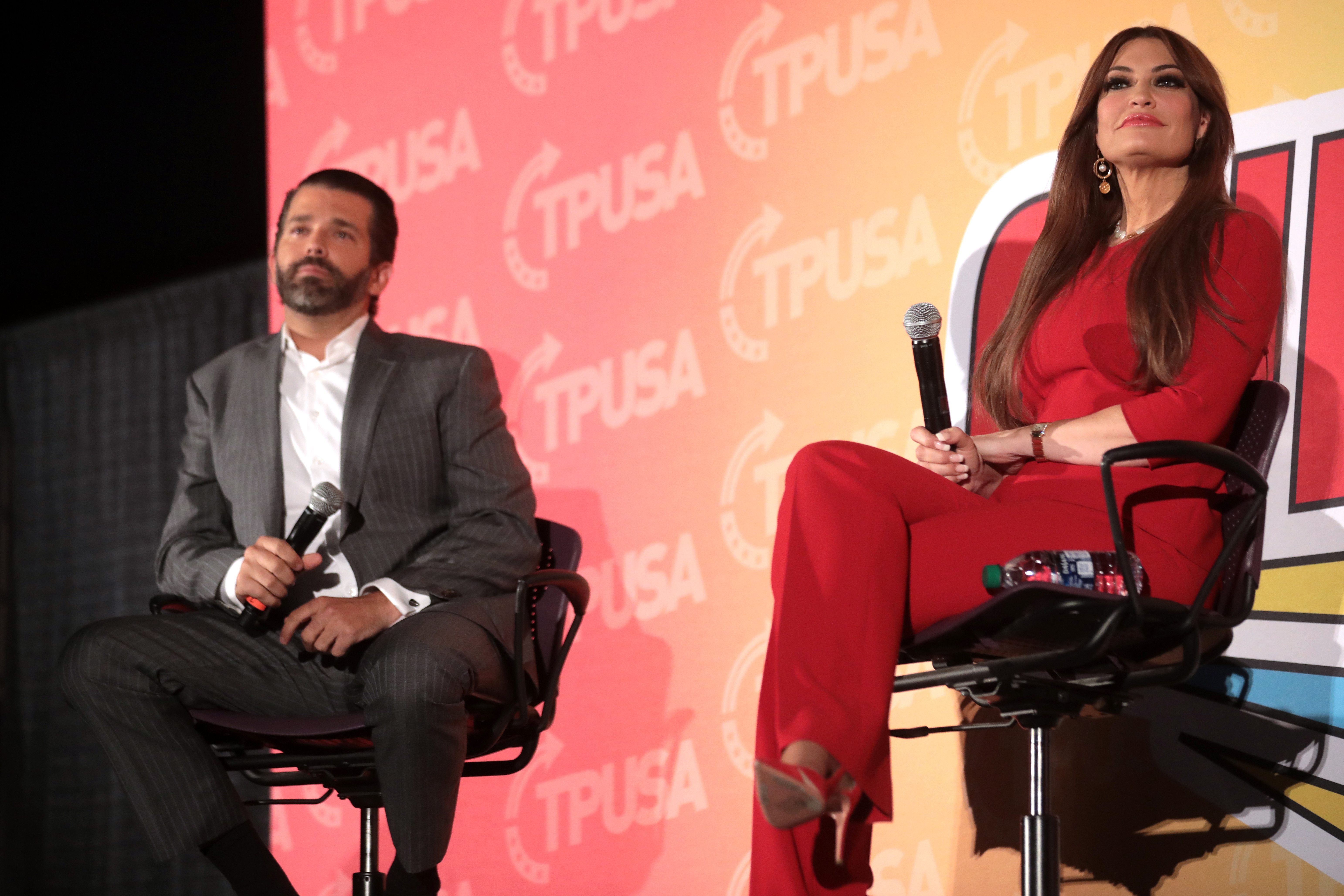
Гілфойл з Дональдом Трампом-молодшим у жовтні 2019 року.

На початку своєї роботи прокурором у Сан-Франциско Гілфойл недовго зустрічалася з Вільямом Гетті, членом родини Гетті. У грудні 2001 року вийшла заміж за політика Ґевіна Ньюсома, який у той час був членом наглядової ради Сан-Франциско. 2003 року його обрали мером Сан-Франциско. У шлюбі вона використовувала ім'я Кімберлі Гілфойл Ньюсом. У вересні 2004 року пара з'явилася у випуску «Harper's Bazaar»; вони позували на віллі Ґетті, а у назві статті вони згадувались як «нові Кеннеді». У січні 2005 року вони подали на розлучення, покликаючись на напругу. Розлучення остаточно завершилося 28 лютого 2006 року. Пізніше з'ясувалося, що Ньюсом мав роман з Рубі Ріппі-Турк, дружиною його тодішнього керівника кампанії та колишнього заступника голови штабу Алекса Турка. Незрозуміло, чи знала Гілфойл про роман до скандалу 2007 року.
27 травня 2006 року на Барбадосі Гілфойл вийшла заміж за меблевого спадкоємця Еріка Вілленсі. 4 жовтня 2006 року Гілфойл народила сина Ронана. У листопаді 2009 року пара розлучилася.
У червні 2018 року Ванесса Трамп, яка за три місяці до того подала на розлучення з Дональдом Трампом-молодшим, підтвердила стосунки Гілфойл з Дональдом Трампом-молодшим. У середині 2019 року Гілфойл і Трамп-молодший разом придбали будинок у Гемптонсі вартістю $4,4 мільйона який продали за $8,14 мільйона у березні 2021 року під час пандемії COVID-19. У березні 2021 року пара придбала будинок за $9,7 мільйона у Джупітері, штат Флорида. 31 грудня 2020 року пара заручилася. Новина про заручини не була оприлюднена до січня 2022 року. З 2021 року вони проживають разом у своїй резиденції у Джупітері.
2017 року Гілфойл залишила Fox News, що пов'язують з імовірними сексуальними домаганнями з її боку. Fox News досягла угоди у справі на суму щонайменше 4 мільйони доларів. Помічник стверджував, що Гілфойл часто показувала себе оголеною, демонструвала фотографії генеталій чоловіків, з якими вона займалася сексом, і вимагала, щоб вона ночувала в її квартирі. «Нью-Йоркер» самостійно перевірив кілька звинувачень помічника. Під час збору коштів Гілфойл також звинувачувалась у відверто сексуальній поведінці. 2004 року повідомлялося, що, виступаючи від імені тодішнього чоловіка, Гевіна Ньюсома, на зборі коштів Емпайр-Стейт-Прайду за права геїв, Гілфойл хвалився своєю привабливістю та великим розміром пеніса та натякала (через інсинуацію та пантоміму), що має хист до орального сексу. У Сан-Франциско це сприйняли як політичну суперечку. Згодом Гілфойл заперечила, що її жести рукою мали сексуальний підтекст. У листопаді 2020 року в «Politico» стверджувалося, що Гілфойл брала участь у відвертих розмовах сексуального характеру під час приватних заходів із збору коштів Трампа, які викликали дискомфорт у деяких учасників, у тому числі відверті розмови за участю Дональда Трампа-молодшого.